# 29122 Vasadze
29122 Vasadze este un asteroid din centura principală de asteroizi.

## Descriere
29122 Vasadze este un asteroid din centura principală de asteroizi. A fost descoperit pe 24 decembrie 1982 la Observatorul de Astrofizică din Crimeea de Liudmila Karacikina. Asteroidul prezintă o orbită caracterizată de o semiaxă mare de 2,46 ua, o excentricitate de 0,22 și o înclinație de 5,9° în raport cu ecliptica.